# Arròs amarg

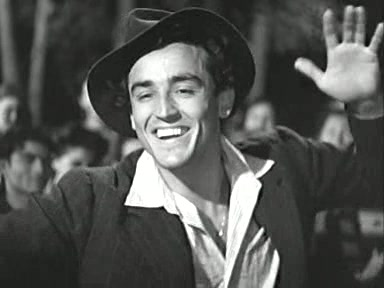
Vittorio Gassman en una escena del film

Silvana Mangano com a Silvana

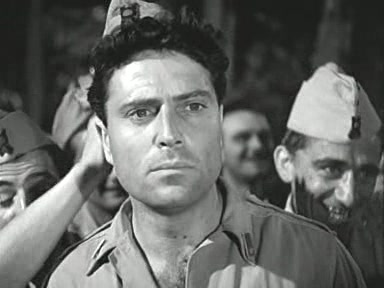
Raf Vallone com al sergent Marco Galli

Arròs amarg (Riso amaro en el seu títol original en italià) és una pel·lícula de l'any 1949 dirigida per Giuseppe De Santis i protagonitzada per Silvana Mangano, Vittorio Gassman i Raf Vallone, la qual fou emesa per TV3 per primera vegada el 19 de juliol del 1989.

## Argument
Les plantadores d'arròs a les maresmes de la província de Vercelli són humils temporeres arribades des de tot Itàlia, les quals romanen a les planes unes setmanes, de sol a sol, amb els peus enfonsats dins el fang. Una d'elles és Silvana (Silvana Mangano), una camperola que li agrada ballar i que somia ésser estimada per un home atractiu. Llavors, arriba als arrossars el presumptuós Walter Granata (Vittorio Gassman), a qui cerca la policia. L'acompanya Francesca (Doris Dowling), còmplice i amant, que es refugia en els camps conreats. Walter se sent atret per Silvana. Per desfer-se de Francesca, la denuncia al sergent Marco Galli (Raf Vallone).
Sembla que et conegui d'ençà fa molt de temps. Sense dir-nos ni una paraula, ja ens coneixem. És gairebé íntim. Te n'alegres d'haver-me conegut?... Doncs, no et facis l'estreta. No totes les noies poden presumir de tindre una aventura amb algú com jo. 

## Context històric i artístic
Després d'apropar-se en Caccia tragica (1947) a les dificultats de la humil pagesia de la Romanya, l'escriptor i cineasta Giuseppe De Santis insistiria en el tema de l'explotació de l'home per l'home, així com en la idea de la lluita col·lectiva, arguments ací exposats en forma de drama emocional i de denúncia. Emplaçada en les maresmes latifundistes de Vercelli, la pel·lícula revela la llastimosa realitat de les birbadores (les dones encarregades d'arrencar les herbes dels sembrats). Sota la vigilància dels caps de colla i cosides pels mosquits, aquestes sofertes recol·lectores d'arròs treballen des de bon matí fins al vespre a canvi d'un salari miserable. A mig camí entre el valuós document neorealista, la lleu intriga criminal i el melodrama populista i fulletonesc, el film fou ben rebut pel públic italià i europeu, però no pas pels crítics marxistes.
El més vistós de la pel·lícula és una noia de divuit anys anomenada Silvana Mangano, la qual fou escollida Miss Roma només dos anys abans i va passar desapercebuda en les dues primeres pel·lícules en què va intervindre. Però en Arròs amarg, lluint sense vergonya les magnituds corpòries, la romana fa goig. El director no va desaprofitar la força eròtica, llatina i primitiva de la jove actriu, potenciant amb la planificació el seu físic tangible i brutal. Escenes com la de Raf Vallone veient la provocativa temporera banyant-se mig nua al riu Po, o aquella altra en la qual Mangano s'arromanga les faldilles per a ficar-se als arrossars, ensenyant unes cuixes gruixudes i molt carnals, van delectar una generació d'espectadors. Mangano i Vallone a banda, el tercer rol en importància recau en Vittorio Gassman, el qual interpreta el fatxenda i amoral Walter.
Militant comunista i gran admirador del cinema de Serguei Eisenstein, el realitzador Giuseppe de Santis retornaria al melodrama social amb nous títols, però cap d'ells no tindria la repercussió d'Arròs amarg.

## Premis
Fou seleccionada per al Festival Internacional de Cinema de Canes de l'any 1949 i nominada a l'Oscar al millor argument el 1950. A més, la pel·lícula també va ésser seleccionada com una de les 100 pel·lícules italianes que haurien d'ésser preservades, ja que, segons el diari italià Corriere della Sera, els films de la susdita col·lecció "va canviar la memòria col·lectiva del país entre els anys 1942 i 1978."